# محمية عروق بني معارض
محمية عروق بني معارض محمية طبيعية تقع في جنوب المملكة العربية السعودية، على الطرف الغربي من صحراء الربع الخالي، أكبر صحراء رملية في العالم في منطقة نجران. وهي أول موقع للتراث العالمي الطبيعي على أراضي السعودية، حيث تم تسجيلها في قائمة التراث العالمي لمنظمة الأمم المتحدة للتربية والعلم والثقافة (اليونسكو) في 20 سبتمبر 2023، وهي تحت إشراف المركز الوطني لتنمية الحياة الفطرية، وتُعتبر آخر المناطق التي شوهد فيها المها العربي قبل انقراضه عام 1970، وتضم المحمية عدداً من التشكيلات الأرضية والمواطن الفطرية الطبيعية الهامة منها الكثبان الرملية المرتفعة وهضبة جيرية متقطعة وتنقسم المحمية إلى ثلاثة مناطق؛ المنطقة الرئيسية للمحمية والمنطقة التي يُسمح فيها بالرعي الخاضع للرقابة ومنطقة الصيد.
تقع عروق بني معارض في منطقة كانت موطناً للمها العربي قبل انقراضه من البرية. وقد اختير المتبقي منه لإعادة إدخال المها التي ترعرت ضمن برنامج تربية الأسر. وقد وقع اختياره أيضاً باعتباره مناسباً لإستعادة قطعان غزال الريم العربي وغزال الجبل والنعام وجميعها كانت تسكن المنطقة تاريخياً.

## موقعها
يمتد موقع هذه المحمية من خط عرض 19°30' شمالاً وخط طول 45°30' شرقاً، إلى خط عرض 19°10' شمالاً وخط طول 45°15' شرقاً، بمساحة إجمالية قدرها 12,658 كم2 (4,887 ميل مربع). وبالإضافة إلى الهضبة الجيرية المتقطعة أسفل الكثبان الخطية، تضم المحمية جزءاً من جبل طويق والشعب وسهول الحصى. تقع عروق الرمال الحمراء موازية لبعضها البعض وقد يصل ارتفاعها إلى 150 متر (492 قدم). تفصلهم ممرات ذات أُسُس رملية أو حصوية. ومناخ المحمية حار وجاف. ومعدل هطول الأمطار نادر جداً ومتوسطه حوالي 30 مم (1.2 بوصة) سنوياً. تتسبب الأمطار الغزيرة على الجروف في غمر الوديان وتصرف المياه إلى ركيزة حيث يحتفظ بها.

## الحياة النباتية والحيوانية

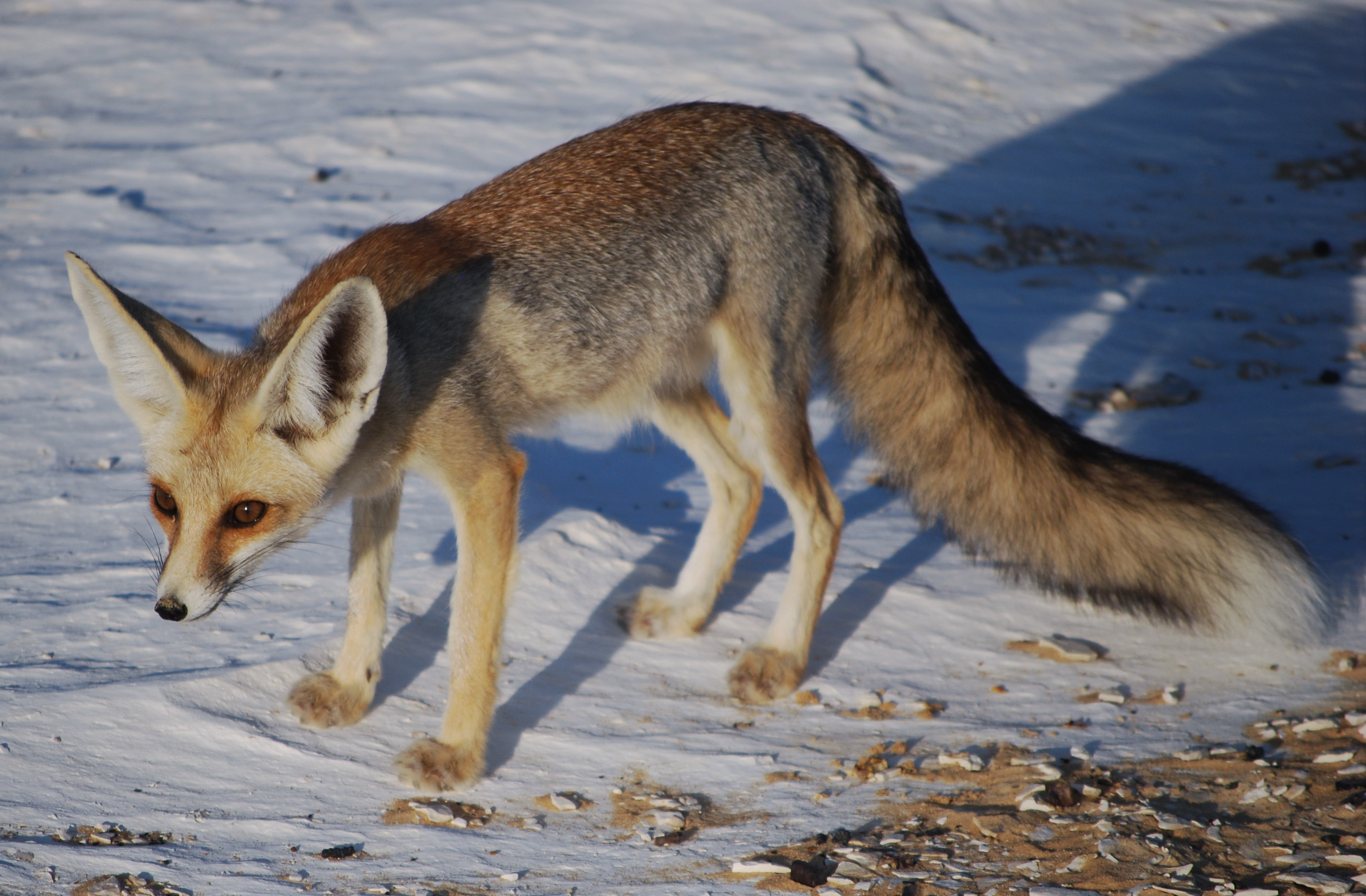
يُعد ثعلب روبل من بين الحيوانات الصحراوية الموجودة في عروق بني معارض.

حُددت عروق بني معارض كمنطقة نباتية مهمة بسبب بيئتها النباتية الغنية مقارنة بالمناطق الأخرى من الربع الخالي ووجود العديد من الأنواع النباتية المستوطنة في شبه الجزيرة العربية. وبينما يشح الغطاء النباتي على جرف الحجر الرملي تغصن الوديان جانبيه وتغذي مجموعة متنوعة من الشجيرات النامية بما في ذلك الطلح والأعشاب والبقوليات المعمرة. بعض النباتات الشحية تنمو على الكثبان الرملية، وخاصة الأرطاة العربية إلى جانب السعدية والأعشاب المعمرة. بينما تنمو في الممرات بين الكثبان الرملية نباتات قزمية مثل الرمث الفارسي، البان والعصرة. ينمو في تلك المنطقة عدد قليل من النباتات السنوية، لكن بعد هطول المطر، وجدت براعم جديدة للنباتات الدائمة. يبحيث سُجلّ 106 نوع من النباتات في المحمية.
بين عامي 1995 و2013، أُطلقّ حوالي 149 من المها العربي في المحمية ويقدر أنه في 2013 كان بها حوالي 500 منها موجودة. ولأن المحمية غير مسورة، لذلك هي المكان الوحيد المسكون في البرية حالياً. [3] وقد نفذ برنامج إعادة توطين المها وظباء الريم والإدمي في المحمية بنجاح خلال عامي 1995 و1996 وتأقلمت الحيوانات وتكاثرت طبيعياً في بيئة المحمية.
من ضمن الحيوانات الأخرى التي يمكن رؤيتها في المحمية ثعلب روبل، قط الرمال، الثعلب الأحمر، الأرنب البري، القنفذ الحبشي، يربوع جيسمان، اليربوع المصري الصغير، الورل الصحراوي وبعض السحالي والثعابين والكلاب الوحشية. وقد سُجلّ 104 نوع من الطيور في المحمية ولكن منها فقط حوالي 16 نوعاً مستوطناً. أحيانًا ما يُرى الحباري الأفريقي في المحمية، غالباً في موسم الهجرة، إلا أن نسر أذون وعقاب صرارة مستوطنان فيها.

## التسجيل في اليونسكو
في 20 سبتمبر 2023، نجحت المملكة العربية السعودية في تسجيل محمية "عروق بني معارض" ضمن قائمة التراث العالمي لمنظمة الأمم المتحدة للتربية والعلم والثقافة "اليونسكو"، كأول موقع للتراث العالمي الطبيعي في السعودية.
كما قام الاتحاد الدولي لصون الطبيعة (IUCN) في 24 يونيو 2025 بالإعلان عن إدراج المحمية ضمن القائمة الخضراء للمناطق المحمية ذات الإدارة الفعالة والعادلة، لتصبح حينها واحدة من حوالي 90 محمية فقط تم تصنيها من بين أكثر 300 ألف محمية حول العالم.